# Công viên Hoàng Văn Thụ
Công viên Hoàng Văn Thụ là một công viên nằm về phía nam Sân bay quốc tế Tân Sơn Nhất, Thành phố Hồ Chí Minh, Việt Nam, thuộc địa phận quận Tân Bình.
Công viên là mảng xanh có dạng hình tam giác, diện tích khoảng 106.500 m², được giới hạn bởi các con đường là Hoàng Văn Thụ, Phan Đình Giót và Trần Quốc Hoàn. Công viên bị cắt ngang bởi đường Phan Thúc Duyện; bắc qua đường này là một cầu vượt cho người đi bộ. Giáp với công viên là vòng xoay Lăng Cha Cả và sân vận động Quân khu 7.
Trong công viên có một hồ nước để câu cá giải trí, diện tích 7.852m². Công viên có khu vui chơi trẻ em diện tích 820m², khánh thành năm 2012.
Trong quá khứ, đất công viên vốn thuộc bãi đáp trực thăng của Bệnh viện 3 dã chiến Mỹ, sau năm 1975 do Quân khu 7 quản lý. Công viên được thành lập năm 1989, hiện thuộc quyền quản lý của Công ty TNHH một thành viên Dịch vụ công ích quận Tân Bình.